# Araneus montereyensis
Araneus montereyensis är en spindelart som först beskrevs av Archer 1951.  Araneus montereyensis ingår i släktet Araneus och familjen hjulspindlar. Inga underarter finns listade i Catalogue of Life.